# Fra jorden til månen
|  | For andre værker med titlen Rejsen til månen, se Rejsen til månen (flertydig) |
Fra Jorden til Månen er den første af Jules Vernes to bøger om en månerejse (samlet også kaldet Rejsen til Månen, som ikke skal forveksles med Rejsen til månen af Edgar Allan Poe). Den blev udgivet første gang i 1865 i Frankrig under titlen De la Terre à la Lune. Den er en humoristisk science-fiction-roman.

## Historien

### Handling
Historien foregår et par år efter Den amerikanske borgerkrig. En forening bestående af tidligere artilleriingeniører ("Kanonklubben") beslutter sig af kedsomhed for at forsøge at skyde et ubemandet projektil til månen ved hjælp af en kæmpemæssig kanon. Beslutningen møder jubel fra hele verden, og i alle lande bliver der indbetalt støttebidrag til projektet. Med hjælp fra forskellige institutter får man de videnskabelige beregninger på plads, og byggeriet af den enorme kanon, der skal bruges, kan begynde. De forskellige amerikanske stater kæmper indbyrdes om at lægge jord til byggeriet, men til sidst falder valget på byen Tampa-Town i Florida. Byggeriet begynder, og alle dele af byggeriet gennemgås, fra jordbundsforholdene til valget af materialer. I sidste øjeblik ankommer et telegram fra en fransk kunstner ved navn Michel Ardan. Telegrammet indeholder et kortfattet forslag til en ændring i konstruktionen af det bemandede projektil. Dets form skal ifølge forslaget ændres fra kugle- til kegleform. Desuden vil Ardan rejse med i projektilet. Forslaget bliver godt modtaget blandt Kanonklubbens medlemmer. Michel Ardan ankommer selv, netop som man skal til at finde ud af, hvem der skal sendes med projektilet til månen. To personer melder sig i første omgang til at udføre rejsen: Kanonklubbens præsident Barbicane og Michel Ardan. I slutningen af bogen hører man til en af Barbicanes gamle fjender, kaptajn Nicholl, som er designer af anti-artilleri-beskyttelse og indædt modstander af projektet. Han indgår derfor et væddemål med Barbicane, som går ud på, at opsendelsen på den ene eller anden måde ikke vil lykkes. Alligevel bliver han tvunget til at slutte fred med Barbicane, og han bliver senere overtalt til at tage med på rejsen. Fra det punkt, hvor de tre bliver sænket ned i kanonen i projektilet, bliver historien fortalt ”fra jorden”. På grund af krudtgasserne fra affyringen af kanonen, bliver der dannet kunstige storme og uvejr. Fra jorden er det derfor umuligt at se projektilet.

### Persongalleri
- Barbicane, præsident for Kanonklubben, bogens hovedperson.
- Michel Ardan, fransk kunstner og passager i projektil-raketten.
- Kaptajn Nicholl, Barbicanes tidligere rival.
- Major J.T. Maston, berømt kanonbygger og ven af Barbicane.

## Temaer og fortolkninger
I romanen bliver medlemmerne af Kanonklubben fremstillet som meget krigslystne, og Jules Verne giver i bogen udtryk for sin egen holdning til militærfolk. Dette kommer især til udtryk i bogens første kapitel, hvor et af Kanonklubbens møder skildres. Mødets tema er, hvad klubbens medlemmer skal fordrive tiden med efter borgerkrigen, og de forslag, der nævnes, er meget selviske og kortsigtede. Udover det beskriver Jules Verne amerikanerne som "en nation af redere, handelsfolk og teknikere".
Michel Ardan er i bogen en kunstner blandt ingeniører. Han beskrives som en bevidst ignorant og er meget humoristisk og sær. Jules Verne har her ladet sig inspirere af den franske fotograf og kunstner, Nadar (Ardan er et anagram for Nadar).
Som i de fleste af Jules Vernes romaner lægges der stor vægt på den videnskabelige side af historien. Der bruges meget tid på at forklare matematiske beregninger, og i romanen sker der sjældent noget, der ikke (ifølge datidens videnskab) ville kunne ske i virkeligheden. Ofte er de matematiske udregninger en vigtig del af historiens pointe. Nogle steder er der dog også en bemærkning til læseren om et bestemt emne, som ikke har noget med handlingen at gøre, men det er sjældnere.